# Азерот
Азерот е името на измисления свят на играта World of Warcraft. В забуленото от мъгли минало този свят е бил пълен с всякакви удивителни създания. Представителите на Съюза – загадъчни елфи и жилави джуджета съжителствали с човешките племена в мир, докато появата на Пламтящия легион (орди от нечисти демони, чиято цел единствено била унищожението на всичко) не разрушила благополучието им завинаги. Орки, гоблини и тролове започнали съперничество със Съюза за надмощие над света. Преди 10 000 години се отворил 'Тъмният Портал', който свързал Азерот с нова и непозната територия – Отвъдните земи. Азерот се дели на 3 континента – Източните царства, Калимдор и Нортренд. Между тези 3 континента се намира друг чудноват свят – Водовъртежът, където живеят уникалните раси върколаци и гоблини.